# Championnat d'Italie de rugby à XV 1978-1979
Navigation
Serie A 1977-1978 Serie A 1979-1980
Le Championnat d'Italie de rugby à XV 1978-1979 oppose les quatorze meilleures équipes italiennes de rugby à XV. Le championnat débute en 1978 et se termine en 1979. Le tournoi se déroule sous la forme d'un championnat unique en matchs aller-retour.
Le Sanson Rovigo remporte pour la neuvième fois le titre. Trois clubs sont relégués pour permettre la saison suivante de revenir à douze équipes.

## Équipes participantes
Les quatorze équipes sont les suivantes :
| - Amatori Catane - L'Aquila - Benetton Rugby Trévise - Cidneo Brescia - Casale Tegolaia - CUS Milano Palatino - Pouchain Frascati | - S.S. Lazio Savoia - Parma - Petrarca Padoue - Reggio Calabria - Algida Rugby Roma - Sanson Rovigo - Torino Ambrosetti |

## Classement
| Rang | Club                 | J  | V  | N | D  | Pm  | Pe   | Diff | Pts |
| ---- | -------------------- | -- | -- | - | -- | --- | ---- | ---- | --- |
| 1    | Rugby Rovigo         | 26 | 23 | 1 | 2  | 750 | 237  | +513 | 47  |
| 2    | Rugby Brescia        | 26 | 19 | 2 | 5  | 419 | 185  | +234 | 40  |
| 3    | Petrarca Padoue      | 26 | 18 | 0 | 8  | 555 | 254  | +301 | 36  |
| 4    | L'Aquila Rugby       | 26 | 17 | 2 | 7  | 446 | 294  | +152 | 36  |
| 5    | Benetton Trévise (T) | 26 | 16 | 1 | 9  | 618 | 297  | +321 | 33  |
| 6    | Rugby Rome           | 26 | 13 | 2 | 11 | 371 | 336  | +35  | 28  |
| 7    | Casale Tegolaia      | 26 | 10 | 3 | 13 | 319 | 316  | +3   | 23  |
| 8    | Amatori Catane       | 26 | 10 | 2 | 14 | 346 | 287  | +59  | 22  |
| 9    | Pouchain Frascati    | 26 | 10 | 2 | 14 | 257 | 328  | -71  | 22  |
| 10   | Rugby Parma          | 26 | 10 | 2 | 14 | 293 | 382  | -89  | 22  |
| 11   | Torino Ambrosetti    | 26 | 10 | 1 | 15 | 326 | 486  | -160 | 20¹ |
| 12   | SS Lazio             | 26 | 8  | 2 | 16 | 343 | 400  | -57  | 18  |
| 13   | CUS Milano Palatino  | 26 | 6  | 0 | 20 | 311 | 581  | -270 | 11¹ |
| 14   | Reggio Calabria      | 26 | 2  | 0 | 24 | 102 | 1073 | -971 | 3¹  |

¹Torino Ambrosetti, CUS Milano Palatino et Reggio Calabria écopent d'un point de pénalité.
|  | Vainqueur (no 1)               |
|  | Relégués (no 12, no 13, no 14) |
|  | T : tenant du titre 1978       |

Attribution des points :  victoire : 2, match nul : 1, défaite : 0.

## Vainqueur
| Entraîneur | Entraîneur             | Carwyn James                                                 |
| Avants     | Pilier                 | Berto, O. Borsetto, Frezzato, Pa. Reale, Roversi, Vicariotto |
| Avants     | Talonneur              |                                                              |
| Avants     | Deuxième ligne         | Salvan, Veronese                                             |
| Avants     | Troisième ligne aile   | O. Visentin, Zamana                                          |
| Avants     | Troisième ligne centre |                                                              |
| Arrières   | Demi de mêlée          |                                                              |
| Arrières   | Demi d'ouverture       |                                                              |
| Arrières   | Centre                 | E. Ferracin                                                  |
| Arrières   | Ailier                 | Smanio, Toffoli, P. Zanella                                  |
| Arrières   | Arrière                |                                                              |